# 4 Позиции Бруно
«4 Позиции Бруно» — российская электронная группа из Екатеринбурга, образованная Александром Ситниковым и Антоном Клевцовым в 2002 году. Дискография группы насчитывает более 40 альбомов.

## История
Сами участники в интервью дают две версии возникновения названия группы. По одной: «4 Позиции Бруно» является названием одной румынской польки, танца придуманного в Бухаресте хореографом Бруно Радулеско, в тридцатых годах XX века. Танец исполнялся молодыми мужчинами и пожилыми женщинами, и символизировал нетерпимость к увяданию плоти. По другой: Бруно — главный герой детских комиксов Ситникова и Клевцова. Чучело медведя набитое всяким мусором и вздором, это чучело может существовать в четырёх позициях: созерцание, поклонение, принятие и смирение.
С 2002 до 2005 года «4 Позиции Бруно» не публикует музыкальный материал и не даёт концертов. В это время были записаны такие альбомы как: «Исповедь девианта», «Сказы Пажопе», «Панибратский некролог» и другие. Все они были опубликованы позже — в период 2008-16 гг.
В 2005 году группа делает музыку для российско-голландской выставки, музыкальный материал входит в альбом «Прильни щекой к звезде на дедовом погоне». В 2005-м году группа становится резидентами клуба «НОГА». В этот период (2005—2006 гг.) группа озвучивает различные перфомансы, показы кино, выступает в местных музеях и университетах. На основе этих материалов группа пишет работы «Тело на вынос» и «С поста на пост». В 2006 году в связи с закрытием клуба «НОГА» дуэт прервал свою деятельность.
Также в 2006-м Александр Ситников и Николай Бабак, основали рэп-дуэт «Птицу ЕМЪ», и параллельно с работой над проектом Александр и Николай начали писать музыку без слов, впоследствии ставшую материалом для возрождения проекта 4 позиции Бруно. В 2008 году группа в составе Александра и Николая записывает альбом «Ты и двое молодых», соблюдающий хронометражное условие первых опытов 4 позиций Бруно. Альбом насчитывает 40 композиций, длительность каждой менее двух минут.
Теперь для концертного исполнения двух человек стало недостаточно; в состав вновь пришёл старый участник Антон Клевцов (драм машины, плёнки) и соратник по клубу «НОГА» художник Владимир Селезнёв (виджеинг). Таким составом группа дала несколько концертов в Екатеринбурге и других городах. В это же время группа работал над трешмюзиклом «Закат конструктора Бархатова», и в начале 2009-го фильм был презентован на Арт-Перми в г. Пермь.
В 2009 году после сингла «Крадёшься и попадаешься», на лейбле Артемия Троицкого «Восход» выходит компакт-диск «Очень вкусный человек». Альбом получает хвалебные отзывы в отечественной музыкальной прессе и открывает коллектив широкому кругу слушателей.
«4 позиции Бруно» — удивительный ансамбль из Екатеринбурга. Трое людей, которые изобрели свой собственный стиль «токсичный даб», сумели обратить русский дешёвый попс и шансон в хорошую музыку, а также записали лучший российский электронный альбом последних лет — «Очень вкусный человек». — Артемий Троицкий
В 2009—2010 годах группа даёт ряд концертов в городах России; и в конце 2010 года публикует сборник концертных записей (Пятая Позиция. Холодный, Как ты любишь), тем самым запуская серию релизов «Позиции». Туда входят концертные записи, миксы, студийные сейшны и другой материал, вне номерных альбомов.
«Главное, по-моему, — что „4 Позиции Бруно“ выдающимся образом работают с подспудной и нежелательной культурной памятью. Их музыка перемалывает и переплавляет в новые формы все то, что кроется где-то в сознании у почти каждого гражданина. Военные марши, услышанные на 9 мая. Саундтрек к поездке в такси. Загадочные сказки на ночь, доносящиеся из радиоприёмника. Собственно, и треки „4пБ“ нередко похожи на путешествие в закрома памяти. Их музыка — как акустический психопортрет такой мамлеевской реальности. Страшноватый, да. Но страшно увлекательный». — Александр Горбачёв.
В 2011-12 гг выходят альбомы: «Многоножки и сердцеедки», «Откровенное ванное» и «Сломленность». Последний выпущен на лейбле «КАМА».
К 2014 году активность Николая Бабака в проектах снижается в связи с чем «Птицу ЕМЪ» прекращает активность, а наработанные методы написания песен используются при написании нового материала для 4 позиций Бруно, дав тем самым толчок к появлению песенных альбомов.
В 2014 году выходит альбом «Я Заказан», в котором группа впервые делает упор на тексты и вокал. Позже вышло ещё два песенных альбома: мини-альбом «Делай так» и полноформатная пластинка «Ненужный опыт», выпущенная на лейбле «Sination».
В 2015 году был создан кукольно-музыкальный проект Александра Ситникова и Ольги Чернавских - Порез на собаке. Кроме музыки создавали видео-работы и кукольные короткометражки.
В 2017 группа публикует инструментальный альбом «Взятие», а позже — альбом «Застольный-Юбилейный».
Музыкант Николай Бабак, состоявший в коллективах «Птицу ЕМЪ» и «4 Позиции Бруно» до 2014 года, скончался 21 августа 2023 года в возрасте 35 лет.
В 2019 году группа снова вернулась к песням на альбоме «Весёлые Старты», которых не выпускали уже несколько лет,
В 2020 году вышел мини-альбом «Сакральный Движ», в 2021 году — несколько синглов, а в 2022 выходит инструментальный альбом «Шерсть» который продолжает линию «Многоножек и Сердцеедок», а также «Откровенного Ванного» (Альбомы 2011 и 2012 года).
В 2023 году выходит альбом «Два вперёд назад четыре».

## Участники

### Текущие участники
- Александр Ситников — вокал, музыка, клавишные, плёнки, эффекты (2002—2006, 2007—настоящее время)
- Антон Клевцов — музыка, драм-машина, плёнки, эффекты (2002—2006, 2008—настоящее время)

### Бывшие участники
- Николай Бабак — бэк-вокал, диджеинг, семплеры, эффекты (2006—2014) (умер в 2023)

### Бывшие концертные участники
- Владимир Селезнёв — виджеинг, художник (2008—2023)

## Дискография
| - 2002 — Исповедь девианта - 2002 — Эпилептик ретро - 2003 — Сказы пажопе - 2003 — Сказы пажопе 2 - 2003 — Ролики для папы - 2003 — Панибратский некролог - 2003 — 2/3 через край - 2003 — Абевега русских приходов - 2004 — Приход архангела - 2004 — Полуидол - 2005 — Тело на вынос - 2005 — Прильни щекой к звезде на дедовом погоне - 2006 — С поста на пост - 2008 — Ты и двое молодых - 2009 — Очень вкусный человек - 2010 — Птицу СЪЕМ (альбом сайд-проекта Птицу ЕМЪ) - 2011 — Многоножки и сердцеедки - 2012 — Откровенное ванное - 2012 — "Давай Забудем о Морали" (альбом сайд-проекта Птицу ЕМЪ) - 2014 — "Доброе Чувство" (альбом сайд-проекта Птицу ЕМЪ) - 2014 — Я заказан - 2015 — Ненужный опыт - 2017 — Взятие - 2017 — Застольный-юбилейный - 2019 — Весёлые старты - 2022 — Шерсть - 2023 — Два вперёд назад четыре - 2015 — Сломленность вживую - 2004 — История в парке - 2009 — Крадёшься и попадаешься - 2011 — Пляска сонного мальчика - 2014 — Делай так - 2014 — Кисло-молочный сбор - 2020 — Сакральный движ - 2002 — Фармо-плеяда - 2013 — Весна - 2015 — Охотник - 2016 — Предпоследний романс - 2020 — Дальний берег рая - 2021 — Яч - 2022 — Считалка - 2022 — Первый раз - 2024 — Коммивояжёр - 2010 — Пятая позиция. Холодный как ты любишь - 2011 — Шестая позиция. Дедовы транки - 2012 — Седьмая позиция. Подкорковые гости - 2013 — Восьмая позиция. 1000 % токсик рэйв - 2014 — Девятая позиция. В комнате закрытой изнутри - 2015 — Десятая позиция. Комната закрытая снаружи - 2016 — Одиннадцатая позиция. Комнатная месса - 2017 — Двенадцатая позиция. Спиной к торжеству - 2014 — Жанна (музыка к спектаклю) - 2010 — Изящный микс для лихих родственников - 2011 — Тайна в лагерном компоте - 2012 — Сломленность - 2012 — На демидовской воде - 2010 — Ёлочные игрушки vs 4 позиции Бруно (сплит с Ёлочными игрушками) - 2014 — Четыре позиции зла (сплит с Цветами зла) - 2010 — Микс для GOODrone 16 - 2012 — Золотые голоса из бруновского казанка - 2014 — Вальпургиева дискотека - 2009 — Закат конструктора Бархатова - Птицу ЕМЪ — рэп-проект Александра Ситникова и Николая Бабака, образованный в 2006-м году и распавшийся в 2014-м. Тексты выделяются юмористическим и, порой, абсурдным и парадоксальным содержанием. В своё время был известнее 4ПБ. - Порез на собаке — кукольно-музыкальный проект Александра Ситникова и Ольги Чернавских, образованный в 2015-м году. Кроме музыки создают видео-работы и кукольные короткометражки. - Протоприкус — сольный проект Александра Ситникова - Демидовский Што? — не столько сайд-проект, сколько иной метод создания. Почти все альбомы ДШ? выпущены как совместные с 4ПБ и имеют одинаковый состав участников. Альбомы выходили с 2010-го по 2012-й год. - Ты23 — сольный проект Антона Клевцова. - Александр Ситников пишет саундтреки для спектаклей. - Ты на кумаре — записи фристайлов, на которые затем была наложена музыка. Официально группой не выпускались, распространялись по друзьям. Частично можно услышать в качестве скитов в альбомах Птицу ЕМЪ. - bigmammaa — сольный проект Николая Бабака. |